# Gekisou Sentai Carranger
Gekisou Sentai Carranger (激走戦隊カーレンジャー (Kích tẩu Chiến đội Carranger) Gekisō Sentai Kārenjā), dịch là Chiến đội Kích tẩu Carranger là một chương trình truyền hình tokusatsu của Nhật Bản. Đây là bộ phim Super Sentai thứ 20 của Toei.
Bản Mỹ hoá là Power Rangers: Turbo.

## Cốt truyện
Năm công nhân đến từ Pegasus Auto Garage khám phá ra Dappu, một người ngoài hành tinh. Anh ta cho họ sức mạnh "Carmagic" của năm chòm sao xe huyền thoại, biến họ thành Carranger.

## Nhân vật
Kyousuke Jinnai/Red Racer (陣内 恭介/レッドレーサー (Trận Nội Cung Giới) Jinnai Kyōsuke/Reddo Rēsā)
Naoki Domon/Blue Racer (土門 直樹/ブルーレーサー (Thổ Môn Trực Thụ) Domon Naoki/Burū Rēsā)
Minoru Uesugi/Green Racer (上杉 実/グリーンレーサー (Thượng Sam Thực) Uesugi Minoru/Gurīn Rēsā)
Natsumi Shinohara/Yellow Racer (志乃原 菜摘/イエローレーサー (Chí Nãi Nguyên Thái Trích) Shinohara Natsumi/Ierō Rēsā)
Youko Yagami/Pink Racer (八神 洋子/ピンクレーサー (Bát Thần Dương Tử) Yagami Yōko/Pinku Rēsā)
Signalman (シグナルマン Shigunaruman)
Radietta Fanbelt/White Racer (ラジエッタ・ファンベルト/ホワイトレーサー Rajietta Fanberuto/Howaito Rēsā)
VRV Master (ＶＲＶマスター Bui Aru Bui Masutā)

## Tập
1. Fighting for Traffic Safety (戦う交通安全 Tatakau Kōtsū Anzen?)
2. Dancing Noise Pollution (踊る騒音公害 Odoru Sōonkōgai?)
3. The Beginner's Mark of Justice (正義の初心者印（マーク） Seigi no Shoshinsha Māku?)
4. A Red Light to Enlarging (巨大化に赤信号 Kyodaika ni Anshingō?)
5. Up Ahead, Racing Fusion (この先激走合体 Kono Sen Gekisō Gattai?)
6. We are... One-Way Traffic (私達・・・一方通行 Watashitachi... Ippōtsūkō?)
7. Blue is no Entry?! (青（ブルー）は進入禁止？！ Burū wa Shinnyū Kinshi?!?)
8. The Transformation Brace is not Carried (変身腕輪（ブレス）不携帯 Henshin Buresu Fukeitai?)
9. A U-Turn to the Stars (星（スター）へのＵターン Sutā e no Yū Tān?)
10. A Great Reversal!! Bicycle Training (大逆転！！自転車教習 Dai Gyakuten!! Jitensha Kyōshū?)
11. The Angry Overweight One (怒りの重量オーバー Ikari no Jūryō Ōbā?)
12. The Traffic Light Guy Who Came From Space (宇宙から来た信号野郎 Uchū Kara Kita Shingō Yarō?)
13. March Out!! The Proud Emergency Vehicle (出動！！自慢の緊急車両 Shutsudō!! Jiman no Kinkyū Sharyō?)
14. Full Acceleration to Hellish Thunder (雷地獄へフルアクセル Ikazuchi Jigoku e Furuakuseru?)
15. A Learner's Permit to Evil in the Midst of Love (悪まで仮免恋愛中 Aku Made Karimen Ren'ai Naka?)
16. Bad Wisdom, Merging Caution (ワル知恵合流注意 Waru Chie Gōryū Chūi?)
17. Wearing Authority, Head-On Collision! (押し着せ正面衝突！ Oshi Kise Shōmenshōtotsu!?)
18. A Lying Heart Under Adjustment (うそつきハート整備中 Usotsuki Hāto Seibi Naka?)
19. The Hit-And-Run Daughter of Love! (恋のあて逃げ娘！ Koi no Atenige Musume!?)
20. Test Drive the Ultimate Famous Cars!! (試乗最高の名車！！ Shijō Saikō no Na Kuruma!!?)
21. The Carnavi That Surpassed Carnavi (カーナビを超えたカーナビ Kānabi o Koeta Kānabi?)
22. The Tragic Traffic Rule Habit (悲劇の交通ルール体質 Higeki no Kōtsū Rūru Taishitsu?)
23. An Overheat to the Princess (王女様にオーバーヒート！ Ōjosama ni Ōbāhīto!?)
24. Urgent Launch?! New Leader (急発進？！ニューリーダー Kyū Hasshin?! Nyū Rīdā?)
25. The Mysterious Squeezing-In Daughter! (ナゾナゾ割り込み娘！ Nazonazo Warikomi Musume!?)
26. The Nonstop Home Delivery Weapon (ノンストップ宅配武器 Nonsutoppu Takuhai Buki?)
27. The Junction of Transfers Away... (単身赴任の分岐点・・・ Tanshinfunin no Bunkiten...?)
28. Farewell, Traffic Light Guy!! (さらば信号野郎！！ Saraba Shingō Yarō!!?)
29. The Unexpected Great Monster Accident!! (予期せぬ大怪獣事故！！ Yoki Senu Daikaijū Jiko!!?)
30. A Shocking Debut! Working Cars!! (衝撃のデビュー!　はたらく車！！ Shōgeki no Debyū! Hataraku Kuruma!!?)
31. It's a Full Model Change! VRV Robo (フルモデルチェンジだ！ＶＲＶロボ Furu Moderu Chenji da! Bui Aru Bui Robo?)
32. RV Robo's Great Reverse Run (ＲＶロボ大逆走！ Aru Bui Robo Dai Gyakuhashi!?)
33. Awaken! Violent Dash Dapp (おめざめ！激走ダップ O-mezame! Gekisō Dappu?)
34. Meddling in Love, the Squeezing-In Daughter (恋の世話焼き割り込み娘 Koi no Sewayaki Warikomi Musume?)
35. The Traitorous Traffic Light Guy (裏切りの信号野郎 Uragiri no Shingō Yarō?)
36. The Dubious Exhaust Gas Cleansing Operation (怪しい排ガス一掃作戦 Ayashii Haigasu Issō Sakusen?)
37. The Dreadful Universal Highway Project (恐怖の大宇宙ハイウェイ計画 Kyōfu no Daiuchū Haiwei Keikaku?)
38. Back Alright!? Imo-Youkan Life (バックオーライ！？イモヨーカン人生 Bakku Ōrai!? Imo-Yōkan Jinsei?)
39. I Love Roads!! The Space Pet (道路好き好き！！宇宙ペット Dōro Sukizuki!! Uchū Petto?)
40. Naniwa Anyway, Scramble Intersection Robo!? (浪速ともあれスクランブル交差ロボ！？ Naniwa Tomoare Sukuranburu Kōsa Robo!??)
41. The Reckless Driving Emperor's Frightful Fuel Check (暴走皇帝戦慄の燃料チェック Bōsō Kōtei Senritsu no Nenryō Chekku?)
42. Engine Stall On All Cars! Desperate Situation for the Giant Robo!! (全車エンスト！巨大ロボ絶体絶命！！ Zen Kuruma Ensuto! Kyodai Robo Zettai Zetsumei!!?)
43. Merry Kurumagic Christmas!! (メリークルマジッククリスマス！！ Merī Kurumajikku Kurisumasu!!?)
44. The Persistent Chicken Violent Dash Chase! (不屈のチキチキ激走チェイス！ Fukutsu no Chikichiki Gekisō Cheisu!?)
45. The Starting Point of True Love (ホントの恋の出発点 Honto no Koi no Shuppatsuten?)
46. Suddenly Ineffective!? Transformation Power (突然失効！？変身パワー Totsuzen Shikkō!? Henshin Pawā?)
47. Hit and Break!? The Death-Defying Space Drive (当って砕けろ！？決死の宇宙ドライブ Atte Kudakero!? Kesshi no Uchū Doraibu?)
48. Forever Traffic Safety!! (いつまでも交通安全！！ Itsu Made mo Kōtsū Anzen!!?)

### Phát hành V-Cinema
- Gekisou Sentai Carranger Super Video
- Gekisou Sentai Carranger vs. Ohranger
- Denji Sentai Megaranger vs. Carranger

## Diễn viên
- Kishi Yūji: Kyousuke Jinnai/Red Racer
- Masujima Yoshihiro: Naoki Domon/Blue Racer
- Fukuda Yoshihiro: Minoru Uesugi/Green Racer
- Motohashi Yuka: Natsumi Shinohara/Yellow Racer
- Kurusu Atsuko: Youko Yagami/Pink Racer
- Sudō Misaki: Radietta Fanbelt/White Racer
- Maruta Mari: Dappu (lồng tiếng)
- Ōtsuka Hōchū: Signalman (lồng tiếng)
- Nagasawa Miki: Sigue (lồng tiếng)
- Kobayashi Kiyoshi: VRV Master (lồng tiếng)
- Nanase Rika: Zonnette
- Ōtake Hiroshi: Gynamo (lồng tiếng)
- Tsukui Kyōsei: Zelmonda (lồng tiếng)
- Takashi Nagasako: Grotch (lồng tiếng)
- Tanaka Nobuo: Ritchihiker (lồng tiếng)
- Kobayashi Osamu: Emperor Exhaus (lồng tiếng)
- Seki Tomokazu: HH Deeo (lồng tiếng, 19)
- Yashiro Shun: WW Waritcho (lồng tiếng, 20)
- Kimotsuki Kaneta: TT Terurin (lồng tiếng, 24)
- Tatsuta Naoki: DD Domino (lồng tiếng, 26)

### Trang phục
- Yokoyama Kazutoshi: Red Racer (chính), RV Robo (chính), Fire Fighter, VRV Robo (chính), Gynamo
- Fukuzawa Hirofumi: Red Racer (phụ), RV Robo (phụ), VRV Robo (phụ), Zelmonda
- Takeuchi Yasuhiro: Blue Racer, Police Fighter
- Ōfuji Naoki: Green Racer, Dump Fighter
- Ōbayashi Masaru: Yellow Racer, Dozer Fighter
- Nakagawa Motokuni: Pink Racer, Rescue Fighter, Sirender
- Okamoto Yoshinori: Signal Man (chính) (credited as O-Bitoh)
- Takechi Kenji: Signal Man (phụ), VRV Master (phụ)
- Moriyama Takafumi: VRV Master (chính)
- Tanabe Chie: Dappu

## Bài hát
Đầu
- "Gekisou Sentai Carranger" (激走戦隊カーレンジャー Gekisō Sentai Kārenjā?)
  - Lời: Mori Yukinojō (森 雪之丞? Sâm Tuyết Chi Thừa)
  - Sáng tác & Cải biên: Shōji Takashi (小路 隆? Tiểu Lộ Long)
  - Thể hiện: Takayama Naritaka (高山 成孝? Cao Sơn Thanh Hiếu)
  - Tập: 1–13, 48
- "Gekisou Sentai Carranger ~Full Axle Version~" (激走戦隊カーレンジャー～フルアクセルヴァージョン～ Gekisō Sentai Kārenjā ~Furu Akuseru Vājon~?)
  - Lời: Mori Yukinojō
  - Sáng tác: Shōji Takashi
  - Cải biên: Oku Keiichi
  - Thể hiện: Takayama Naritaka
  - Tập: 14–48

Kết
- "Tengoku Samba" (天国サンバ Tengoku Sanba?, "Paradise Samba")
  - Lời: Mori Yukinojō
  - Sáng tác & Cải biên: Shōji Takashi
  - Thể hiện: Takayama Naritaka

Khác
- "Kuru! Kurumagic Power"
- "Seishun Circuit"
- "Kokoro no Mama ni"
- "Gekisou Gattai!! RV Robo"
- "Oretachi wa Carranger"
- "Shiro bai Yarou Signalman"
- "Catch the Wind"
- "Carranger the Unstoppable"
- "Dap no uta Dap"
- "Pegasus Thunder Go!Go!Go!"
- "Carranger Ondo"
- "Carranger Kagayaku"
- "Utaou! Koutou Anzen~Carranger ni Ninare Ranger~"
- "Dakara Tatakau Carranger"
- "Yumemiru Zonnette"
- "Gekisou Taisou Carranger"
- "Shoot! Carranger"
- "Maeba no nai Ko no Christmas"
- "Merry Xmas! from Carranger"
- "Zettai Shouri da! VRV"
- "Kazoete Battle da! Carranger!!"
- "Kumori Sora no Yoru dakara"
- "Yumemiru Love Love Rajetta"
- "Red Zone Battle wa BIN BIN BIN!"
- "Dokomademo, Itsumademo"
- "Bousou Sentai Zokuranger"
- "Victrailler Kyodai Naru Machine"
- "Gekisou Machine Daishugo!!"